# Daniela Sruoga
Daniela Sruoga, född den 21 september 1987 i Buenos Aires, Argentina, är en argentinsk landhockeyspelare.
Hon tog OS-silver i damernas landhockeyturnering i samband med de olympiska landhockeytävlingarna 2012 i London.